# Jaciążek
Jaciążek (prononciation : [jaˈt͡ɕɔ̃ʐɛk]) est un village polonais de la gmina de Płoniawy-Bramura dans le powiat de Maków de la voïvodie de Mazovie dans le centre-est de la Pologne.
Il se situe à environ 10 kilomètres au nord de Maków Mazowiecki (siège du powiat) et à 82 kilomètres au nord de Varsovie (capitale de la Pologne).
Le village possède approximativement une population de 440 habitants en 2006.

## Histoire
De 1975 à 1998, le village appartenait administrativement à la voïvodie d'Ostrołęka.